# جيني كارسون
جيني كارسون (بالإنجليزية: Jeannie Carson)‏ هي ممثلة بريطانية، ولدت في 23 مايو 1928 في المملكة المتحدة.

## وصلات خارجية
- جيني كارسون على موقع IMDb (الإنجليزية)
- جيني كارسون على موقع ميوزك برينز (الإنجليزية)
- جيني كارسون على موقع قاعدة بيانات برودواي على الإنترنت (الإنجليزية)
- جيني كارسون على موقع قاعدة بيانات برودواي على الإنترنت (الإنجليزية)
- جيني كارسون على موقع قاعدة بيانات برودواي على الإنترنت (الإنجليزية)
- جيني كارسون على موقع ديسكوغز (الإنجليزية)
- جيني كارسون على موقع قاعدة بيانات الفيلم (الإنجليزية)